# Univers Zéro
Univers Zéro (варианты написания: Univers Zero и Univers-Zero) — бельгийская инструментальная группа, известная своей готической мрачностью и сильнейшим влиянием классики 20-го века..
Группа была сформирована в 1974 году барабанщиком Даниэлем Дени. Состав группы часто менялся. Первые альбомы почти полностью акустические, в дальнейшем звук становится всё более электрическим. Дебютный альбом написан в стиле камерного рока, звучащего как неоклассика, второй — классический РИО. С этого альбома рок-составляющая группы начинает расти. Альбом «Ceux Du Dehors»(1981) несколько разнообразнее и мягче, появились даже фолковые темы. На альбоме 1984 года «Uzed» Univers Zero резко сменил звучание на значительно более электронное и напоминающее о французском цойле. Цифровые синтезаторы и гитара доминируют в альбоме «Heatwave» (1986), звучание по-прежнему полно диссонансов и музыкального хаоса.
Во втором периоде, который начался в конце 1990-х годов, группа несколько упростила свою музыку, музыка стала скорее драматичной, чем мрачной. Группа вернулась к живому (не электронному) звучанию времен «Ceux Du Dehors». В основе «Rhythmix»(2002) — ритм с его возможностями формировать время; простые повторяющиеся мотивы, восходящие к фольклору. «Clivages» (2010) — попытка вернуться к прежней мрачной атмосфере группы. Затем, в поисках свежей струи Даниэль Дени почти полностью заменил состав. В новом альбоме “Phosphorescent Dreams” (2014) заметно больше рока. Взят курс на менее шумную и более электрическую музыку. Авторы композиций - Даниэль Дени (4 трека) и Курт Буде(3 трека).

## Состав

### Текущий состав
- Kurt Budé: саксофон, кларнет, бас-кларнет, перкуссия
- Nicolas Dechne: электрические и акустические гитары
- Daniel Denis: барабаны, перкуссия
- Dimitri Evers: бас
- Antoine Guenet: клавиши

### Первый состав
- Michel Berckmans: фагот, гобой, английский рожок
- Daniel Denis: барабаны, перкуссия
- Patrick Hanappier: скрипка, альт, виолончель
- Roger Trigaux: гитара
- Emmanuel Nicaise: фисгармония, спинет
- Christian Genet: бас
- Marcel Dufrane: скрипка

### Бывшие участники
- Martin Lauwers: скрипка
- Pierre Chevalier: клавишные
- Guy Segers: бас-гитара, кларнет
- Claude Deron: труба
- Vincent Motoulle: клавишные
- Jeannot Gillis: скрипка
- Andy Kirk: клавишные, гитара
- Jean-Luc Aimé: скрипка
- Dirk Descheemaeker: кларнет, бас-кларнет
- Alan Ward: скрипка
- Enzo Cannata
- Jean-Luc Plouvier: клавишные
- André Mergenthaler: виолончель, саксофоны
- Michel Delory: гитара
- Kaat De Windt: фортепиано
- Marianne Denoïa: скрипка
- Igor Semenoff: скрипка
- Reginald Trigaux: бас-гитара, акустическая гитара
- Eric Plantain: бас-гитара
- Aurelia Boven: виолончель
- Ariane de Biévre: флейта, флейта-пикколо
- Bart Quartier: маримба
- Bart Maris: труба
- Christopher Pons: акустическая гитара
- Serge Bertocchi: саксофоны
- Peter Van den Berghe: клавишные

## Дискография
- 1977: 1313
- 1979: Heresie
- 1981: Triomphe des mouches
- 1981: Ceux du dehors
- 1983: Crawling Wind EP
- 1984: Uzed
- 1986: Heatwave
- 1999: The Hard Quest
- 2002: Rhythmix
- 2004: Implosion
- 2006: Live
- 2008: Relaps Archives 1984—1986
- 2010: Clivages
- 2014: Phosphorescent Dreams